# 宮川左近ショー
宮川左近ショー（みやがわさこんしょー）は、昭和期に活躍した松竹芸能所属の浪曲漫才トリオ。出囃子は『吉良の仁吉』。

## メンバー
宮川左近（四代目）（みやがわ さこん、1925年1月20日 - 1986年9月21日）
本名：佐久間 利三。節回し担当。リーダー。北海道函館市出身。立ち位置は向かって中央。
最初は故郷で本名の名で民謡一座に属し天才少年民謡歌手として売り出される。当時三橋美智也と並ぶ人気を得たという。1938年三代目宮川左近に入門、二代目宮川左近丸を名乗る。同年新潟県湯沢の旭座で初舞台。同年9月に師匠が没した為、子役座長で地方を巡業するようになる。三代目左近門下には宮川左近坊という同じ子役浪曲で競い合い嘱望されていた兄弟弟子がいたが、1950年に四代目宮川左近を襲名。
台本も担当。著書には随筆集『浪曲半世紀』があるが、執筆中に健康を害して中断したまま未完に終わった。
晩年（1980年代）関西演芸協会副会長。
1986年9月21日、肝不全のため大阪警察病院で死去。61歳没。
弟子には宮川大助、宮川青丸等がいる。実子にアコーディオン奏者の富永豊一がいる。
暁照夫（あかつき てるお、1937年5月17日 - 2015年5月29日）
本名：浜田 登志夫。三味線担当。徳島県出身。立ち位置は向かって右。
浪曲師一家に生まれ、1948年に二代目東洋軒雷右衛門に修行に出され、入門翌日に東洋軒雷坊で宇和島の融通座で初舞台。天才少年浪曲師として売り出される。
芸者に三味線を教わっていたが、変声期に喉を傷めたため1954年に照雄の名で曲師に転身。東京に出て三門博に付いたり、大阪で河内音頭の鉄砲光三郎と組んで鉄砲節の開発に邁進したりした。ショウ加入後は和夫、一夫と揃えるため照夫に改名。
松島一夫（まつしま かずお、1929年12月25日 -  2013年4月2日）
本名：大饗 健一。ギター担当。立ち位置は向かって左。
佐賀県唐津市出身。盲目の姉婿の世話をしているうちに浪曲に興味を持ち、1945年に二代目京山小円に弟子入りして京山小さんと名乗ったのち、1947年に松島一夫と改名。1949年に今治大衆劇場で初舞台を踏んだ。その後も大阪の主要劇場には出演せず、初代京山幸枝若と共に地方巡業をする。
歌謡曲『会津の小鉄』の作詞でも知られる。またキングレコードより『釜ヶ崎情け節』をリリースしている。
弟子には松島ひで夫・ひで丸等がいる。
2013年4月2日、慢性閉塞性肺疾患のため大阪府内の病院で死去。享年83。
高島和夫（たかしま かずお、1907年 - ? ）
本名：高嶋 和夫。アコーディオン担当。
小西二郎の下でピアノを修行し、1928年に姫路劇場で初舞台。結成直後の1年のみ在籍、脱退後はバンドマンに転向した。
妻は浪曲の曲師で前夫の間に平和勝次がいるが、高島は勝次とは血縁以外の親子関係もない。実子に笹山サンバがいる。

## 来歴・人物
既に浪曲師として大看板を張っていた宮川左近だったが、松竹芸能の勝忠男と長谷川幸延が三波春夫の歌謡浪曲やタイヘイトリオの浪漫ショウ路線に刺激を受け、更にローオンレコードの加藤精一のひと声もあり、歌謡浪曲ショウ転向を決意。
1958年に巡業先で4人で仮結成し、実戦を重ねて翌年神戸松竹座のトリで正式デビュー。翌年メンバー中最高齢の和夫が去り、更に翌年一夫も脱退して、妻と友人で『大中小』という浪曲漫才を始めたため、ギターの助っ人を呼んでいたが、一夫は間もなく復帰し、以降、左近・照夫・一夫の三人で固定する。
「♪毎度 皆様 お馴染みの お聞き下さる 一節は 流れも清き 宮川の 水に漂う 左近ショウ…」で始まるテーマソングは広く知られて、左近の語る『姿三四郎』『無法松』『宮本武蔵』『瞼の母』『桃中軒雲右衛門』といった名調子に、各々ピンでも唸れる上声・胴間声の二人が絶妙の「間」で絡む、バランスとノリの良さは子供達にまで真似される人気を誇った。音楽的評価も高く、ザ・ナターシャー・セブンや憂歌団、Charらとの競演歴もある。
左近の声・節とともに、照夫の三味線速弾きも絶品で、ひとしきり見事な爪弾きを聴かせた後、「いやー、なんで私ってこんな巧いんかしら」と頬に手を当てて女形風に振舞ったり、また左近が節のサワリ（佳境）を唸っている合間に、一夫がスタンドマイクの前面に出て、珍妙な顔をしながら懸命にギターを掻き鳴らして邪魔をし、そこから扇子の奪い合い・叩き合いに発展するなど、細かい定番ギャグでも笑いを取った。
左近と照夫は芸の上での喧嘩が絶えなかったと言われた。左近は過度の飲酒が元で健康を害し、1984年に一度浪曲大会で復帰したが、1985年にマネージャーなどで裏方で頑張っていた妻が亡くなり、再び失意のうちに1986年に死去した。照夫は弟子・光夫とのコンビ『暁照夫・光夫』で三味線漫才を続けた。一夫は『おもろない節』と称して歌謡曲の世界に入った後、現役時代から手掛けていたミナミの飲食店の経営に専念していたが、映画『水の女』（2002年）に浪曲好きの銭湯経営者役で出演し、久方振りに表舞台に顔を見せた。
落語家の二代目笑福亭松之助は一時期、芸人仲間を従えて『寺川右近ショウ』というパロディをやっていた事がある。他にも桂吉朝（左近役）・桂都丸（現在の桂塩鯛、一夫役）・桂む雀（照夫役）が「平成紅梅亭」（読売テレビ）でパロディをやった。2015年には照夫の弟子である光雄（師匠と共に2013年改名、左近役）・あきら（一夫役）・明夫（照夫役）が道頓堀角座開場2周年興行や師匠の追悼興行でパロディを披露した。

## 受賞歴
- 1972年 「第7回OBC上方漫才大賞」大賞
- 2005年  第10回上方演芸の殿堂入り

## CD
- 澤田隆治が選んだ 爆笑!漫才傑作集(2) - 森の石松
- THAT'S浪曲ショー（2011年3月20日、ミソラレコード）

## レコード
- 桃中軒雲右衛門（宮川左近ショー、EPレコード）
- 馬鹿なあいつ（一夫、EPレコード、1979年9月）
- 徳島の夜（照夫、EPレコード、1980年8月）